# Pterophorus oligocenicus
Pterophorus oligocenicus is een alleen fossiel bekende uitgestorven vlinder uit de familie vedermotten (Pterophoridae). De wetenschappelijke naam van de soort is voor het eerst geldig gepubliceerd in 1986 door Bigot, Nel & Nel.